# 62歳の女性の肖像
『62歳の女性の肖像』（ろくじゅうにさいのじょせいのしょうぞう、蘭: Portret van een 62-jarige vrouw、英: Portrait of a 62-year-old Woman）、または『おそらくアールチェ・ピーテルスドゥル・アイレンブルフと思われる62歳の女性の肖像』（おそらくアールチェ・ピーテルスドゥル・アイレンブルフとおもわれるろくじゅうにさいのじょせいのしょうぞう、蘭: Portret van Aeltje Petersdr Uylenburgh、英: Portrait of a 62-year-old Woman, possibly Aeltje Pietersdr Uylenburgh）は、17世紀オランダ絵画黄金時代の巨匠レンブラント・ファン・レインが1632年にオーク板上に油彩で制作した絵画である。 楕円形の画面に小さく謹厳な襞襟を着けた老婦人を描いている。作品は現在、ボストン美術館に所蔵されている。ローズ＝マリー、エエイク・ファン・オッテルロー (Rose-Marie and Eijk van Otterloo) 夫妻から美術館に長期間貸し出された後に寄贈された。

## 作品
17世紀のアムステルダムで制作された数点の女性肖像画が現存している。それらは対作品であるものもあれば、単独の肖像画であるものもある。対作品が失われている本作は、19世紀以来レンブラントに帰属されている。作品の保存状態は素晴らしい。レンブラントが絵具で対照的な質感を描き出す見事な技術が示されており、女性の肌を生き生きとさせるピンク色と白色の厚塗りが施されている一方、彼女の服の毛皮を描くのには羽根のような筆致が用いられている。
この絵画は、1914年にホフステーデ・デ・フロートにより以下のように記述されている。
877番。帽子をかぶった老婦人。ヴィルヘルム・フォン・ボーデ301番。ウジェーヌ・デュトュイ329番。アルフレッド・フォン・ヴルツバッハ315番。ホフステーデ・デ・フロート85番。60歳くらい。半身像。等身大。彼女は左向きに座っており、画面外を見ている。明るい黒色のガウンの上に暗色の毛皮で縁取りされたケープを纏っている。平らな目立つ襞襟を身に着けている。彼女の髪の毛は、両側に布が張り出している、ぴったりとした帽子で覆われている。灰色の背景。上部右側に「R H L van Rijn 1632」という署名あり。楕円形のオーク板、縦30インチ、横22インチ。カレル・フォスマールの著作495頁で、フランソワ・エミール・ミシェルの著作435頁で言及されている。1836年以前に200ポンドの価格でロンドンの美術史家ジョン・スミスの所有となる。彼自身の目録の複写によれば、1835年にアルベルトゥス・ブロンドギーストに売却。パリのアルフォンス・ド・ロチルドのコレクション。パリのアンリ・ド・ロチルドのコレクション

## 複製
本作は、レンブラントの弟子であったヨハン・ハインリヒ・ロースにより模写され、「H Roos」と署名されている。この複製は、後にヘンリエッテ・アマリー・オヴ・アンハルト＝デッサウ のコレクションに入った。本作がイギリスのコウズヴェルト (Coesvelt)・コレクションにあった際におそらく別の複製が制作され、その複製は1764年以降、フェルブリッグ・ホールに所蔵されている。同年、本作はレンブラントによる母の肖像であると記録された
。

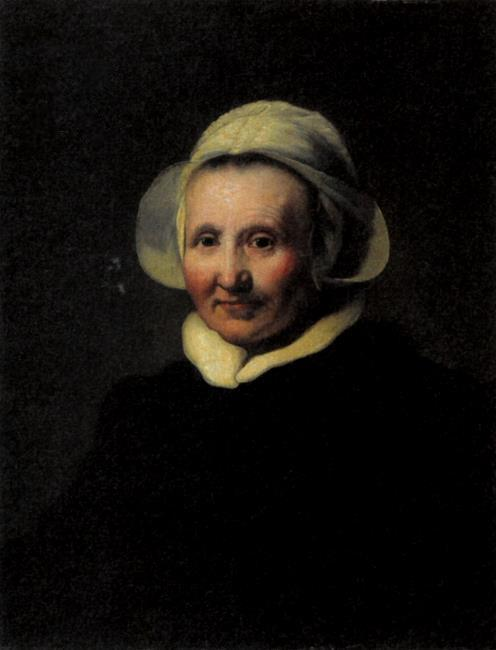
ヨハン・ハインリヒ・ロースの複製
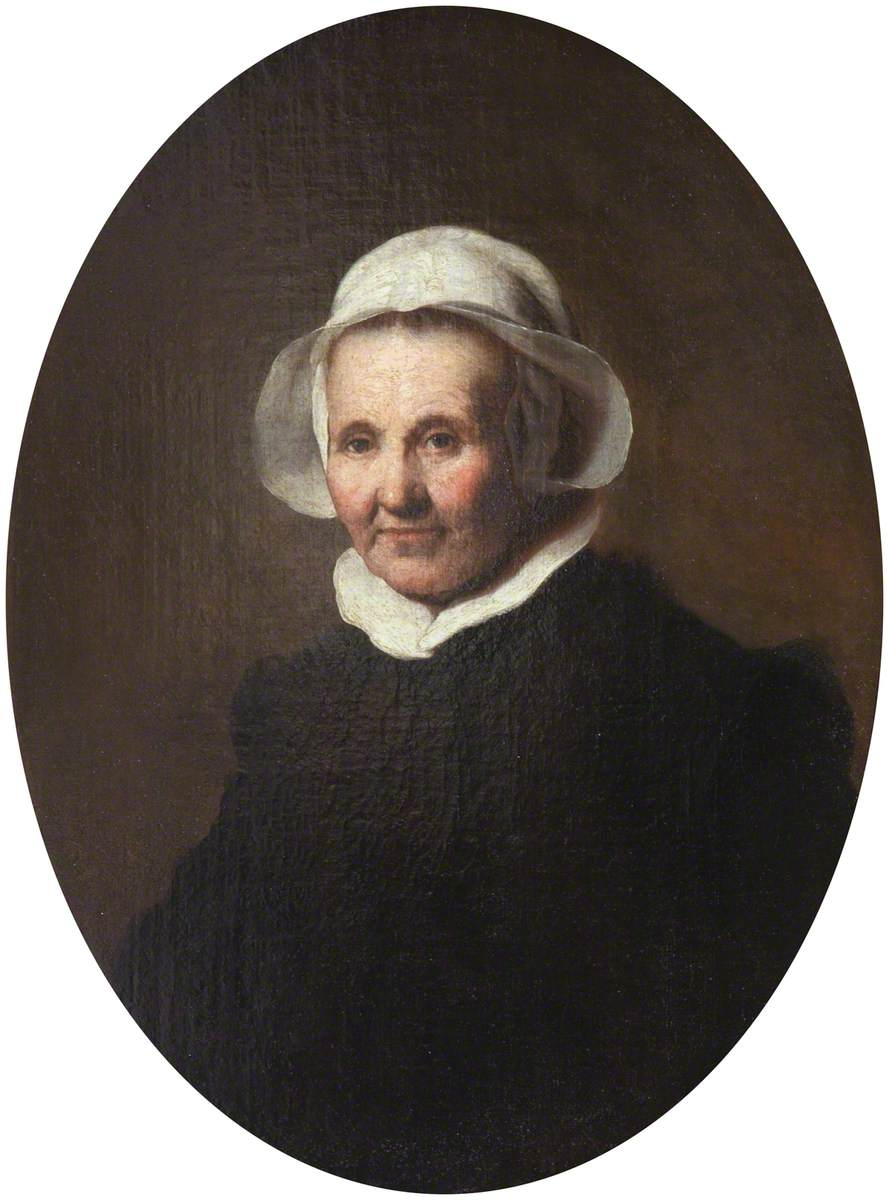
フェルブリッグ・ホール（英語版）の複製

## モデル
2000年に、本作は、ロンドンのクリスティーズで神学者ヨハネス・シルフィウス (Johannes Sylvius) の妻の肖像として約2000万ポンドで売却された。アールチェ・ピーテルスドゥル・アイレンブルフ (Aeltje Pietersdr Uylenburgh) は、アムステルダムの旧教会の牧師居宅に住んでいた。彼女はレンブラントの最初の妻サスキア・ファン・アイレンブルフの叔父ピーテルの娘で、2人は従姉妹であった。しかし、アールチェの方が一世代上で、21歳のサスキアが1633年の春に初めてアムステルダムを訪れた時、おそらく彼女の案内役を務めた。
もし、本作がアールチェを表しているのであれば、対作品は失われているが、彼女の夫を表したレンブラントによるエッチングが現存している。現存しない対作品は、夫が彼女の方を向くように左右反転して描かれていたであろう。